# Дом Яньковых
Дом (палаты, усадьба) Яньковых — историческое здание в Москве, построенное в первой половине XVIII века. Объект культурного наследия регионального значения. Расположен в Газетном переулке, дом 9, строение 5.

## История
Дом построен в промежутке 1728—1737 гг., когда усадьбой владел Д. И. Яньков. В 1762 году его сын, прокурор Главной провиантской канцелярии А. Д. Яньков, собирался сдать дом внаём, однако стал сам в нём жить. Он умер в этом доме в 1766 году. Дом описывается в «Записках бабушки» Е. П. Яньковой, жены Д. А. Янькова, сына предыдущего владельца. Во второй половине XIX века домом владел купец С. А. Живаго и его наследники. Памятник выявлен в 1970-е гг., когда статья С. К. Романюка вышла в журнале «Городское хозяйство Москвы», реставрация шла с 1980-х гг. и завершилась в 1998 году. В 1999 году за реставрацию дома коллектив авторов был награждён премией правительства Москвы.

## Архитектура
Двухэтажный дом размещён в глубине двора, параллельно переулку (тогда как в более ранние периоды было принято ставить дом торцом к улице). Его фасады оформлены в стиле аннинского барокко. Позднее декор был сбит, стены были полностью оштукатурены. Декор восстановлен по сохранившимся следам при реставрации 1990-х гг. Стены дома выкрашены в красный цвет, детали декора белые. Парадный этаж дома — второй. Его крупные окна украшены наличниками с «ушами» и треугольными сандриками с замковыми камнями. Межоконные пространства заполняют пилястры тосканского ордера. В нижнем этаже наличники более скромные, окна разделены рустованными лопатками. Этажи разделены горизонтальной тягой. Оба этажа перекрыты сводами. Сохранились также два усадебных флигеля, построенных в 1800-е гг. и выходящих на красную линию переулка. Первоначально оба были двухэтажными, доходными. Южный флигель был позднее надстроен. Сохранился также служебный корпус в глубине двора, позже соединённый с главным домом галереей.